# ريوسكي ناكانيشي
ريوسكي ناكانيشي (中西亮輔 ناكانيشي ريوسكي) هو موسيقي ياباني ولد في 6 مارس 1976 في ميغورو, طوكيو.

## أعماله في الأنمي

### مسلسلات أنمي تلفزيونية
- كرة سلة كوروكو (الموسم الأول، بالتعاون مع رون؛ بالتعاون مع Alpha Eastman في الحلقات الخمس الأخيرة)
- زعيم الشر يعمل!
- هاي سكول DxD
- هاي سكول DxD نيو
- هاي سكول DxD بورن
- والكوري رومانتزي
- ساكورا تريك
- مؤخرا, أختي بدأت تتصرف بغرابة.
- الآلي السليم دايميدالر
- دا كابو III
- ميكاكوسيتي أكتورز (بالتعاون مع جين, إيشيفورو, تيديلويد وأنان غارد آيز)
- غزاة روكوجوما!؟
- ماجيكوي
- لاف ستيج!!

## وصلات خارجية
- ريوسكي ناكانيشي على موقع IMDb (الإنجليزية)
- ريوسكي ناكانيشي على موقع ميوزك برينز (الإنجليزية)
- ريوسكي ناكانيشي على موقع ديسكوغز (الإنجليزية)